# Zeitungspaket
Zeitungspakete sind im Postwesen Pakete, die nur Zeitungen oder Zeitschriften (keine anderen Gegenstände, z. B. keine handschriftlichen oder gedruckten Mitteilungen, Rundschreiben, Rechnungen und dergleichen) enthalten und vom Verleger oder in seinem Auftrag von einer Druckerei abgesandt werden. Zeitungspakete wurden im inneren Verkehr als neuer Versendungsgegenstand am 1. April 1921 eingeführt, in Bayern gab es diese Versandform bereits 1837.